# Avenida Universidad (Cumaná)
Avenida Universidad es el nombre de una importante arteria vial que atraviesa parte del norte de la ciudad de Cumaná, al oeste del Estado Sucre en la región nororiental del país sudamericano de Venezuela. Recibe su nombre por estar justo al frente de uno de los campus que forma parte de las instalaciones de la Universidad de Oriente.

## Descripción
Se trata de una avenida que conecta con la Autopista a Oriente (Autopista Gran Mariscal de Ayacucho) a la altura del Nueva Toledo Suites & Hotel, cerca de la Laguna de los Patos, finalizando su recorrido a la altura del cruce entre las Avenidas Cancamure, Arismedi y Nueva Toledo, cerca del Antiguo Aeropuerto de Cumaná. Conecta además con las avenidas 27 de abril y la Avenida las Industrias.
En su recorrido se pueden localizar el Hotel Venetur Cumanagoto, las Villas del Cumanagoto, el Colegio de Médicos del Estado Sucre, el Hotel Villa Mar, el Campus Los Uveritus de la Universidad de Oriente, la zona industrial Álvaro Bortot, la Escuela Técnica Industrial, la urbanización Fe y Alegría, entre otros sectores.